# Lịch sử Liên Xô (1953–1985)
Giai đoạn này của Lịch sử Liên Xô chứng kiến cuộc Chiến tranh Lạnh, khi Liên bang Xô viết và Hoa Kỳ cạnh tranh trực tiếp và gián tiếp để mở rộng ảnh hưởng, trong khi vẫn tiếp tục phát triển ý thức hệ chính trị của mình. Giai đoạn này chứng kiến cuộc cuộc khủng hoảng đầu tiên và duy nhất giữa hai siêu cường có thể dẫn tới một cuộc chiến tranh hạt nhân. Giai đoạn này bắt đầu bằng cái chết của I. V. Stalin và sau đó là bản báo cáo Nikita Sergeyevich Khrushchyov tại Đại hội XX của Đảng Cộng sản Liên Xô (1956) lên án sự sùng bái cá nhân trong Đảng.

## Sự loại bỏ chủ nghĩa Stalin và kỷ nguyên Khrushchyov
Xem thêm: Nikita Khrushchyov
Sau khi Stalin qua đời tháng 3 năm 1953, Nikita Sergeyevich Khrushchyov lên giữ chức vụ Bí thư thứ nhất của Uỷ ban trung ương và Georgi Maximilianovich Malenkov là Thủ tướng Liên bang xô viết. Ban lãnh đạo mới tuyên bố ân xá cho một số tù nhân bị kết tội vì các vi phạm tội ác, cắt giảm giá cả, và bỏ bớt những cấm đoán tự do cá nhân. Việc loại bỏ chủ nghĩa Stalin cũng được báo hiệu một sự kết thúc cho vai trò của những trại lao động ở mức độ lớn trong nền kinh tế. Trong giai đoạn lãnh đạo tập thể, Khrushev từng bước củng cố quyền lực. Trong một bài phát biểu "Về sùng bái cá nhân và những hậu quả của nó" trong một phiên họp trù bị cho Đại hội Đảng lần thứ hai mươi của Đảng Cộng sản Liên Xô, 25 tháng 2 năm 1956, Khrushev khiến cử toạ bị sốc khi lên án những chính sách sai lầm của Stalin và sự sùng bái cá nhân. Ông cũng lên tiếng chỉ trích những vụ trấn áp do chính quyền Stalin tiến hành.

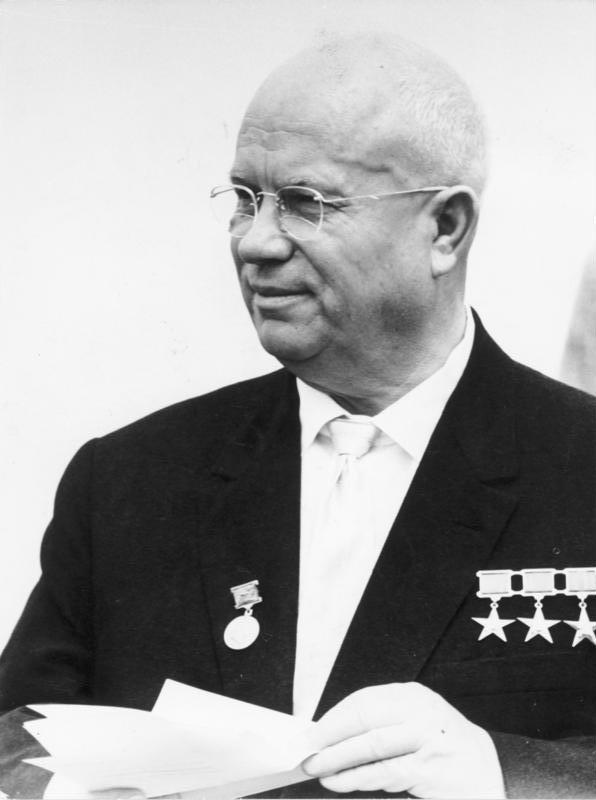
Nikita Sergeyevich Khrushchyov

Tác động của những chính sách của Liên Xô rất rộng lớn. Bài diễn văn đã ngáng chân tính hợp pháp của những đối thủ Stalinism còn sót lại của Khrushev, đặc biệt tăng thế lực của ông trong nước. Sau đó, Khrushev giảm bớt các ngăn cấm, thả tự do hàng triệu người bị nghi ngờ là "kẻ thù của nhân dân" và bắt đầu các chính sách kinh tế nhấn mạnh hàng hoá thương mại hơn là sản xuất than và thép, cho phép mức sống tăng lên ngoạn mục và cùng lúc có mức tăng trưởng kinh tế cao.
Sự giảm bớt kiểm soát cũng gây nên hiệu ứng mạnh trên các nước vệ tinh vùng Trung Âu, nhiều nước trong số họ cảm thấy bức bối về ảnh hưởng Liên Xô lên công việc của họ. Những cuộc náo động xảy ra ở Ba Lan trong mùa hè năm 1956, dẫn tới sự trả đũa từ các lực lượng địa phương. Một sự biến động nhanh chóng tiếp nối dẫn tới sự nổi lên của Władysław Gomułka trên đỉnh quyền lực vào tháng 10. Điều này dẫn tới quyết định đưa quân vào can thiệp của Liên Xô khi những người cộng sản Ba Lan đã bầu ông ta lên mà không cần tham vấn trước Kremlin. Nhưng Khrushchyov thoái lui vì Gomulka đã có uy tín rộng rãi trong nước. Ba Lan tuyên bố vẫn là một thành viên của Hiệp ước Warszawa (được thành lập một năm trước), và đổi lại, Liên bang Xô viết sẽ ít can thiệp hơn vào công việc nội bộ và bên ngoài của họ.
Cùng năm đó, một cuộc nổi dậy nổ ra ở Hungary, kéo dài từ ngày 23 tháng 10 cho đến ngày 4 tháng 11. Quân đội Liên Xô đã ra tay trấn áp phiến quân và Thủ tướng Kádár János ổn định lại tình hình. Khoảng 2.500 quân nổi dậy Hungary và 722 quân nhân Liên Xô thiệt mạng, hàng ngàn người khác bị thương, và gần một phần tư triệu người rời bỏ đất nước thành người tị nạn. Tuy nhiên, cuộc nổi dậy là một cú đánh vào những người cộng sản ở các nước phương Tây; nhiều người trước đó ủng hộ Liên Xô quay lại chỉ trích họ.
Những năm sau đó Khrushchyov đánh bại một sự phối hợp của những người theo Stalin nhằm chiếm lại quyền lực, đặc biệt là đánh bại cái gọi là "Nhóm chống đảng". Sự kiện này cũng phản ánh trạng thái mới của chính trị Liên Xô - cuộc tấn công có ý nghĩa quyết định nhất vào những người theo Stalin được tiến hành bởi Bộ trưởng Quốc phòng Georgi Konstantinovich Zhukov, và áp đặt những đe doạ đối với những kẻ bày mưu là rõ ràng, tuy nhiên, không kẻ nào trong "nhóm chống đảng" bị giam giữ: lúc đó một người bị chuyển sang điều khiển một nhà máy điện ở vùng Cáp cát, người kia Vyacheslav Mikhailovich Molotov, trở thành đại sứ ở Mông Cổ.
Khrushchyov trở thành thủ tướng ngày 27 tháng 3 năm 1958, ngừng nắm quyền tuyệt đối trong nước - một truyền thống đã được mọi người trước và sau ông từng làm. Giai đoạn mười năm sau cái chết của Stalin cũng chứng kiến sự đòi hỏi của quyền chính trị và việc dỡ bỏ các chính sách theo dõi của cảnh sát mật.
Sự giúp đỡ đối với các nước đang phát triển và nghiên cứu khoa học, đặc biệt kỹ thuật vũ trụ và vũ khí, giữ Liên Xô ở vị trí một trong hai siêu cường của thế giới. Những người Liên Xô đã phóng tàu vũ trụ bay quanh Trái Đất và mang theo vệ tinh nhân tạo đầu tiên của loài người, Sputnik, trong năm 1957. Người Liên Xô cũng đưa người đầu tiên lên vũ trụ Yuri Alekseievich Gagarin, năm 1961.
Khrushchyov khôn hơn những đối thủ theo Stalin của ông. Nhưng ông bị những đối thủ chính trị coi - đặc biệt là những nhà kỹ trị chuyên nghiệp cấp cao đang nổi lên – là một kẻ "nông dân quê mùa", người sẽ chặn ngang lời người khác để sỉ nhục họ.

## Các cuộc cải cách và sự mất chức của Khrushchyov
Trong những năm lãnh đạo, Khrushchyov cố gắng thực hiện cải cách trong nhiều lĩnh vực. Các vấn đề của nông nghiệp Xô viết, một mối lo ngại lớn của Khrushchyov từ đầu đã lôi cuốn được sự chú ý của những người trong tập thể lãnh đạo, dẫn tới một sự đổi mới quan trọng trong lĩnh vực này của nền kinh tế. Nhà nước khuyến khích nông dân trồng cấy nhiều hơn trên đất riêng của họ, tăng chi phí cho mùa màng trồng tại các trang trại tập thể, và đầu tư hơn nữa vào nông nghiệp.
Trong Chiến dịch Ruộng đất Chưa khai phá của mình vào giữa thập kỷ 1950, Khrushchyov đã mở nhiều vùng đất rộng lớn làm trang trại ở Kazakhstan và các vùng lân cận của Nga. Những vùng đất nông nghiệp mới đó trở thành dễ bị tổn thương trước hạn hán, nhưng trong một vài năm chúng đã mang lại những vụ mùa bội thu. Tuy nhiên, sau đó các cải cách nông nghiệp của Khrushchyov đã chứng minh sự giảm sút sản lượng. Các kế hoạch của ông để trồng ngô và tăng lúa mỳ và bơ sữa phá sản, và việc tái cơ cấu các trang trại nông nghiệp thành những đơn vị lớn hơn gây ra sự lộn xộn ở các vùng nông thôn.
Nỗ lực của Khrushchyov nhằm cải cách công nghiệp và tổ chức hành chính thậm chí còn gây ra các vấn đề nghiêm trọng hơn. Trong một nỗ lực chính trị nhằm giảm bớt tình trạng quan liêu nhà nước, năm 1957 Khrushchyov loại bỏ các bộ công nghiệp ở Moscow và thay thế chúng bằng các hội đồng kinh tế địa phương (sovnarkhozes).
Mặc dù ông dự định dùng những uỷ ban kinh tế này có trách nhiệm nhiều hơn về những nhu cầu địa phương, việc bỏ tập trung trung ương trong công nghiệp dẫn tới sự phá vỡ và không hiệu quả. Liên quan tới việc bỏ tập trung trung ương là quyết định của Khrushchyov năm 1962 nhằm phân lại vai các tổ chức đảng theo đường lối kinh tế hơn là theo hành chính. Kết quả chia rẽ bộ máy của đảng thành các lĩnh vực công nghiệp và công nghiệp tại các vùng (tỉnh) mức và bên dưới đóng góp vào sự xáo trộn và xa lánh nhiều cán bộ đảng ở mọi cấp. Tính chất triệu chứng của khó khăn kinh tế quốc gia là sự từ bỏ kế hoạch kinh tế đặc biệt bảy năm của Khrushchyov (1959-65) năm 1963, hai năm trước khi hoàn thành.
Tới năm 1964, danh tiếng của Khrushchyov đã bị xuống thấp ở nhiều vùng. Tăng trưởng công nghiệp chậm lại trong khi nông nghiệp không có tiến triển. Bên ngoài, sự chia rẽ với Trung Quốc, việc xây dựng bức tường Berlin và cuộc khủng hoảng tên lửa Cuba đã làm xói mòn hình ảnh nước Nga Xô viết trên trường quốc tế, và các cố gắng của Khrushchyov nhằm cải thiện quan hệ với phương Tây gây phản tác dụng nhiều trong quân đội. Cuối cùng, sự tái cơ cấu của đảng năm 1962 gây ra sự xáo trộn trong toàn hệ thống chính trị Xô viết về quyền điều khiển. Trong chính sách quân sự, sự cố gắng của Khrushchyov trong việc theo đuổi một chính sách phát triển các lực lượng tên lửa Xô viết với mục tiêu giảm mức độ các lực lượng vũ trang, nhờ thế giảm số người trẻ tuổi dành cho lực lượng sản xuất và giảm các nguồn tài nguyên nhằm phát triển kinh tế, đặc biệt hàng hoá tiêu thụ nói chung. Chính sách này về mặt cá nhân cũng cho thấy là một thảm hoạ, làm những gương mặt chính yếu trong việc thành lập quân đội Xô viết xa lánh và đưa lên cực điểm sự thất bại (trong con mắt người Xô viết) về vụ khủng hoảng tên lửa với phương Tây như bức màn sắt châu Âu trở nên chắc chắn hơn.
Sự khoe khoang của Khrushchyov về lực lượng tên lửa Xô viết cho phép John F. Kennedy có một lý do để chống lại Richard Nixon trong cuộc bầu cử tổng thống năm 1960 — cái gọi là 'Lỗ hổng tên lửa'. Nhưng tất cả cố gắng của Khrushchyov (có thể là ngay thật) nhằm xây dựng một mối quan hệ cá nhân với tổng thống mới không diễn ra, vì kiểu tổng hợp đặc trưng của sự khoe khoang của ông, sự tính toán sai lầm và sự rủi ro là kết quả của sự thất bại Cuba.
Tháng mười 1964, trong khi Khrushchyov đang nghỉ ở Krym, Đoàn chủ tịch đưa ông ra khỏi bộ máy và từ chối cho phép ông đưa trường hợp của mình ra trước Uỷ ban Trung ương. Khrushchyov nghỉ hưu như một công dân thường sau khi người kế nhiệm ông tố cáo ông về "các kế hoạch liều lĩnh, những kết luận thiếu chín chắn, và các quyết định hấp tấp." Tuy nhiên, Khrushchyov cũng phải được ghi nhớ về sự từ bỏ chủ nghĩa Stalin của ông, sự tự do hoá đáng nhi nhận trong nước và sự uyển chuyển lớn hơn ông mang lại cho lãnh đạo Xô viết.

## Kỷ nguyên Brezhnev
Sau năm 1964, thư ký thứ nhất Đảng Cộng sản Liên Xô Leonid Brezhnev và thủ tướng Aleksei Kosygin nổi lên như những cán bộ có ảnh hưởng nhất trong ban lãnh đạo tập trung. Thiết tha muốn tránh các sai lầm của Khrushchyov, Brezhnev và Kosygin, những người đại diện cho một thế hệ mới những nhà kỹ trị sau chiến tranh điều hành công việc nhà nước và đảng theo một cách kín đáo, thận trọng và cẩn thận.
Vào giữa những năm 1960, Liên bang Xô viết là một xã hội công nghiệp hoá phức tạp với một sự phân chia lao động rắc rối và sự kết nối giữa các ngành công nghiệp trên một sự mở rộng về địa lý đã đạt mức độ tương đương với các nước phương Tây. Tuy nhiên, các cải cách xã hội và chính trị đã bị đình lại, dẫn tới sự nảy sinh thuật ngữ "tình trạng tù hãm" (застой, zastoy) trong phương diện đó.
Trong khi còn phải lo lắng về kinh tế, khi kế hoạch năm năm lần thứ nhất do Uỷ ban kế hoạch nhà nước (Gosplan) soạn thảo tập trung lập kế hoạch như là căn bản của nền kinh tế theo nghị quyết (xem Khái quát quá trình kế hoạch hoá kinh tế Xô viết), Liên bang Xô viết vẫn là một nước nông nghiệp rộng lớn thiếu một ngành công nghiệp cao cấp và phức tạp. Vì vậy, các mục tiêu của nó, là tăng cơ sở công nghiệp của đất nước, là mục tiêu tăng trưởng liên tục hay sự huy động các nguồn lực. Với một chi phí lao động lớn, nhờ phần lớn ở công nghiệp hóa và việc quân sự hoá một cách hiệu quả, Liên Xô tạo ra một nền kinh tế hiện đại, được công nghiệp hoá cao nhanh hơn bất kỳ một quốc gia nào trước đó.
Dưới sự giám sát của Brezhnev, nền kinh tế Xô viết vẫn không bị kiệt quệ khả năng tăng trưởng của mình. Liên Xô cải thiện cuộc sống nhân dân bằng cách tăng lương gấp đôi cho khu vực thành thị và tăng lương nông thôn ở mức 75%, xây dựng hàng triệu căn hộ gia đình, và sản xuất một lượng lớn hàng hoá tiêu thụ và đồ dùng gia đình.
Sản xuất công nghiệp cũng tăng 75%, và Liên Xô trở thành nhà sản xuất lớn nhất thế giới về dầu mỏ và thép. Hai mươi năm sau cái chết của Stalin năm 1953, đây là giai đoạn tốt nhất trong lịch sử nước Nga về cuộc sống người dân trong lĩnh vực nâng cao mức sống, ổn định và hoà bình.
Sự sợ hãi, nạn đói, và chiến tranh thế giới là những ký ức kinh hoàng trong khi làn sóng của lịch sử có vẻ quay sang ủng hộ Liên bang Xô viết. Hoa Kỳ sa lầy trong giảm phát kinh tế, kết quả của sự cấm vận dầu mỏ từ OPEC, lạm phát xảy ra vì những chi tiêu quá mức của chính phủ cho Chiến tranh Việt Nam, đó là còn chưa nói tới tình trạng sa lầy trong thời chiến. Trong khi đó, Moscow có thể tăng cường lợi ích quốc gia bằng cách chiếm các vị thế chiến lược ở nước ngoài khi các chế độ tiền Xô viết đang sải những bước dài, đặc biệt trong Thế giới thứ ba. Việt Nam Dân chủ Cộng hòa đã đánh bại Hoa Kỳ, trở thành một phần của Hệ thống xã hội chủ nghĩa thống nhất trong khi những cuộc nổi dậy Mác xít đang lan rộng khắp châu Phi, Đông Nam Á và Mỹ Latin.

## Các vấn đề của kinh tế kế hoạch hoá
Tuy nhiên, trong những năm cuối của kỷ nguyên Brezhnev, nền kinh tế Xô viết (xem Kinh tế Liên bang xô viết) bắt đầu trở nên đình trệ và việc dân số tăng bắt đầu đòi hỏi số lượng hàng tiêu dùng lớn hơn.
Trong những năm sau chiến tranh, kinh tế Xô viết đã bước vào một giai đoạn tăng trưởng mạnh mẽ (dựa trên những sự cải thiện khả năng sản xuất), với một đống những thách thức mới từ những sự tăng trưởng đó (sự huy động vốn và lao động) của thời kỳ Stalin.
Khi kinh tế Xô viết trở nên phức tạp hơn, nó đòi hỏi nhiều hơn và sự giải kết phức tạp hơn từ những con số kiểm soát (các mục tiêu kế hoạch) và đầu vào của các nhà máy. Bởi vì nó đòi hỏi trao đổi thông tin nhiều hơn giữa các doanh nghiệp và bộ kế hoạch, và số lượng các doanh nghiệp, tờ rớt, và bộ tăng theo cấp số nhân, nền kinh tế Xô viết bắt đầu trì trệ. Kinh tế Xô viết đã tăng trưởng chậm chạm khi nó phải đối mặt với sự thay đổi, chấp nhận các kỹ thuật giúp làm giảm giá thành và đưa ra những khuyến khích tới mọi cấp để cải thiện tăng trưởng, khả năng sản xuất và hiệu năng.
Ở mức độ doanh nghiệp, các nhà quản lý thường bận tâm nhiều hơn đến sự tham quyền cố vị hơn là cải thiện khả năng sản xuất. Họ nhận mức lương cố định và chỉ nhận được khuyến khích khi hoàn thành kế hoạch dựa trên cơ sở đảm bảo công việc, thưởng, và các khoản lợi ích như bệnh viện đặc biệt và nhà ở nông thôn cá nhân. Các nhà quản lý nhận những lợi ích đó khi các kế hoạch được hoàn thành vượt mức, nhưng, ví dụ, khi họ vượt định mức cực nhiều, họ chỉ thấy các con số kiểm soát tăng lên. Từ đó, đã có khuyến khích để vượt mục tiêu nhưng không nhiều. Các doanh nghiệp thường đánh giá thấp khả năng sản xuất của mình để có thể đòi hỏi thêm nhiều quyền lợi từ các mục tiêu kế hoạch hay từ các con số kiểm soát với các bộ (tất nhiên, các mục tiêu sẽ trở nên dễ dàng hơn để hoàn thành)
Một vấn đề khác là định mức sản xuất luôn quy định số lượng hàng hoá được sản xuất của một doanh nghiệp chứ không phải là chất lượng. Vì vậy các nhà quản lý thường xúi dục đạt mức sản xuất bằng cách bỏ qua chất lượng hàng hoá họ sản xuất ra. Vì thế đa số hàng sản xuất của nền kinh tế Xô viết có chất lượng rất thấp theo tiêu chuẩn quốc tế. Điều này dẫn tới các vấn đề thường xuyên về các máy móc hư hỏng do được sản xuất với chất lượng kém, và phá vỡ phần còn lại của nền kinh tế.
Kế hoạch cũng rất cứng nhắc; những nhà lập kế hoạch không thể chệch hướng khỏi kế hoạch và được chỉ định một số quỹ cho một số vốn và lao động đầu vào. Kết quả là, các nhà lập kế hoạch không thể cải thiện khả năng sản xuất bằng cách đưa ra những công nhân không cần thiết vì sự kiểm soát lao động đó. Có thực tình trạng thiếu việc làm vì những quản ký trong các kế hoạch được vạch ra trong quá trình cò kè tập thể giữa các doanh nghiệp và các bộ.
Ở mức độ doanh nghiệp, chế độ khuyến khích không có vì việc áp dụng kỹ thuật tiết kiệm chi phí. Các nhà lập kế hoạch thường thưởng khách hàng với giá thấp hơn là thưởng doanh nghiệp vì khả năng sản xuất của họ. Nói cách khác, cải thiện công nghệ thường không xảy ra để biến ngành công nghiệp trở nên có nhiều lợi hơn cho những người liên quan đến nó.
Những năm thuộc thời kỳ Khrushchyov và Brezhnev chứng kiến sự nhượng bộ đối với người tiêu thụ: lương bổng cho công nhân rất cao, trong khi giá thành bị giữ thấp ở mức do hành chính áp đặt. Vì vậy mức thu nhập tăng cao hơn nhiều so với mức giá cả, mặc dù khả năng sản xuất thấp. Vì thế, sự thiếu hụt nguồn cung cấp xảy ra thường xuyên.
Vũ khí cũng là một lối thoát khác của kinh tế tiêu thụ. Với một GDP tương đương với 70% của Hoa Kỳ, Xô viết đã phải đối mặt với một gánh nặng không cân sức về vũ khí, bắt buộc đất nước phải dành nhiều nguồn tài nguyên xã hội cho lĩnh vực quốc phòng.

## Những kêu gọi cải cách
Khi không khí chính trị càng ngày càng được nói lỏng từ khi bãi bỏ chế độ Stalin, một phong trào cải cách lan lên các cấp cao của đảng vẫn có thể sống sót khi Khrushchyov bị trục xuất năm 1964.
Đáng chú ý nhất là những cải cách về hướng thị trường năm 1965, dựa trên ý tưởng của nhà kinh tế Xô viết Evsei Liberman, và được thủ tướng Aleksei Kosygin ủng hộ, đó là một cố gắng nhằm sửa sang lại hệ thống kinh tế và đương đầu với các vấn đề ngày càng rõ nét ở mức độ doanh nghiệp. Những cải cách của Kosygin kêu gọi trao cho các doanh nghiệp công nghiệp nhiều quyền hơn về kiểm soát khả năng sản xuất của họ và một số uyển chuyển về lương bổng. Hơn nữa họ tìm cách chuyển các mục tiêu kinh tế của doanh nghiệp về hướng tạo ra lợi nhuận, cho phép họ đưa một phần lợi nhuận vào quỹ riêng. Tới cuối những năm 1960, Liên bang xô viết vẫn duy trì một mức tăng trưởng cao hơn phương Tây. Trong chiều hướng này, một số chuyên gia Xô viết và Nga đã cho rằng các cuộc cải cách của Kosygin năm 1965 – không phải các cuộc cải cách của Gorbachev những năm 1980 – là cơ hội cuối cùng để cải biến sự lãnh đạo của nền kinh tế hành chính mệnh lệnh Xô viết và giúp dân chúng thoát khỏi sự thiếu thốn hàng tiêu dùng mà họ đã phải đối mặt trong những năm cuối thập kỷ 1980.
Tuy nhiên, kiểu cách của lãnh đạo mới đặt ra một số vấn đề cho chính những chính sách cải cách của họ. Sự lãnh đạo tập trung tìm kiếm điều hoà những quyền lợi của nhiều lĩnh vực khác nhau của quốc gia, đảng và nền kinh tế quan liêu. Kết quả, các bộ kế hoạch và quân đội - những lĩnh vực bị đe doạ nhiều nhất từ các cải cách của Kosygin – đã có thể ngăn cản các cố gắng nhằm cải cách triệt để.
Lo sợ một sự chuyển rời khỏi những kiểm soát chi tiết và kế hoạch trung ương như ở trên, các bộ kế hoạch - số lượng của chúng sinh sôi nhanh chóng - chống trả và bảo vệ quyền lực cũ của họ. Các bộ kiểm soát nguồn cung và hoàn trả sự thi hành, và vì thế là một nhân tố quan trọng của xã hội Xô viết. Đề giữ vững quyền kiểm soát nền công nghiệp, các nhà lập kế hoạch bắt đầu đưa ra nhiều chỉ dẫn chi tiết để làm chậm lại cải cách, treo quyền tự do hoạt động của doanh nghiệp.
Trong lúc đó, Kosygin, thiếu sức mạnh và sự ủng hộ để phản công lại ảnh hưởng của họ. Vì các cải cách đó nhằm mục tiêu tăng cường khả năng sản xuất bằng cách bỏ bớt số nhân công dư thừa, hỗ trợ từ phía công nhân bị giảm thiểu. Mặc dù giới lãnh đạo doanh nghiệp kiếm được nhiều nhất từ cải cách, những ủng hộ của họ cũng thờ ơ, với nỗi sợ hãi rằng cải cách cuối cùng sẽ trở nên dao động. Cuối cùng, vào năm 1968, có một ví dụ không may mắn về vụ Mùa xuân Praha ở Tiệp Khắc, nơi một giai đoạn tự do hoá chính trị đã chấm dứt vào ngày 20 tháng 8 khi 200.000 quân khối Hiệp ước Warsaw và 5.000 xe tăng tràn vào đất nước, tiếp đó là học thuyết Brezhnev.
Đầu những năm 1970, quyền lực của đảng có liên quan tới nền kinh tế quan liêu và quân sự đã bị suy yếu đáng kể. Xung lượng cho cải cách kinh tế và chính trị bị ngăn cản mạnh mẽ tới tận khi Mikhail Gorbachev nổi lên vào những năm giữa 1980.
Năm 1980 một phong trào cải cách nổi lên ở Ba Lan, Công đoàn đoàn kết, bị dập tắt khi lãnh đạo chính phủ Ba Lan là Wojciech Jaruzelski tuyên bố thiết quân luật, sợ rằng một sự phản kháng tiếp tục dưới sự lãnh đạo của Công đoàn đoàn kết sẽ dẫn tới một sự can thiệp quân sự của Liên bang Xô viết như Czechoslovakia đã phải chịu trong phong trào Mùa xuân Praha. Tuy nhiên, Công đoàn đoàn kết vẫn sống sót qua những năm luật quân sự và sẽ tiếp tục làm xói mòn ảnh hưởng và sự kiểm soát của Liên Xô trên Ba Lan.

## Sự chuyển giao quyền lãnh đạo
Vào năm 1982 sự trì trệ của nền kinh tế Xô viết là rất rõ ràng, như được kiểm chứng bởi sự thật rằng Liên bang xô viết đã phải nhập khẩu lương thực từ Mỹ từ những năm 1970, nhưng hệ thống vẫn chưa sẵn sàng cho một sự thay đổi quyết liệt. Thời kỳ chuyển giao đã chia rẽ kỷ nguyên Brezhnev và Gorbachev dù chúng giống cái cũ hơn là cái mới, mặc dù những lời góp ý về cải cách đã xuất hiện ngay từ năm 1983.

### Sự đứt quãng Andropov
Hai ngày giữa cái chết của Brezhnev và cuộc bầu cử Yuri Andropov làm Tổng bí thư mới, cho nhiều người ngoài cuộc thấy rằng cuộc cạnh tranh quyền lực đã xảy ra ở Kremlin. Tuy nhiên, khi đã nắm quyền, Andropov không mất thời gian để thăng chức cho những người ủng hộ mình. Tháng 6 năm 1983 ông kiêm chức chủ tịch Đoàn chủ tịch Xô viết tối cao, vì thế trở thành người đứng đầu nhà nước về mặt nghi thức. Brezhnev đã phải mất mười ba năm để có được chức vụ này. Trong thời kỳ cai trị ngắn ngủi của mình, Andropov đã thay thế hơn một phần năm số bộ trưởng Xô viết và các bí thư thứ nhất vùng của đảng và hơn một phần ba người đứng đầu các bộ phận bên trọng bộ máy Uỷ ban trung ương. Kết quả, ông đã thay thế những người già bằng người trẻ, những nhà quản lý năng động hơn. Nhưng khả năng tái tạo cấp lãnh đạo cao nhất của Andropov bị ngăn trở vì sức khoẻ kém của ông và sự ảnh hưởng của người đối nghịch Konstantin Chernenko, người trước đó kiểm soát các vấn đề nhân sự trong Uỷ ban trung ương.
Chính sách trong nước của Andropov quay mạnh về hướng thiết lập kỷ luật và trật tự trong xã hội Xô viết. Ông tránh cải cách căn bản kinh tế và chính trị, thay vào đó là đưa ra những mức độ thấp về thật thà trong chính trị và giảm nhẹ thử nghiệm kinh tế tương tự như những gì đã đi cùng với Kosygin ở giữa những năm 1960. Tiếp nối với những thử nghiệm kinh tế đó, Andropov đã tung ra một cuộc chống tham nhũng lên tới cấp cao trong chính phủ và hàng ngũ đảng. Andropov cũng tìm cách củng cố kỷ luật.
Về đối ngoại, Andropov đã tiếp tục chính sách của Brezhnev. Mối quan hệ Xô-Mỹ bắt đầu bị xấu đi nhanh chóng vào tháng 3 năm 1983, khi Tổng thống Mỹ Ronald Reagan gọi Liên bang xô viết là một "đế quốc ma quỷ". Người phát ngôn Xô viết chê bai sự chống cộng của ông Reagan là "điên rồ, và hay gây gổ".
Sức khoẻ của Andropov suy sụp nhanh chóng trong mùa hè và thu 1983, ông chết vào tháng 2 năm 1984 sau khi biến mất khỏi công chúng trong vài tháng. Di sản đáng chú ý nhất của ông cho Liên bang xô viết là sự khám phá và thăng tiến Mikhail Gorbachev của ông. Bắt đầu vào năm 1978, Gorbachev đã tiến bước trong hai năm qua hệ thống cấp bậc của Kremlin thành thành viên thường trực của Bộ chính trị. Các trách nhiệm của ông ta trong việc chỉ định nhân sự cho phép ông tạo các mối quan hệ và phân phát sự ủng hộ cần thiết cho một cuộc vận động tương lai để trở thành tổng thư ký. Ở điểm này, các chuyên gia phương Tây tin rằng Andropov đã chuẩn bị Gorbachev làm người kế tục mình. Tuy nhiên, mặc dầu Gorbachev hoạt động như một phó tổng thư ký dưới thời Andropov đau ốm, thời gian của Gorbachev vẫn chưa tới khi chủ của ông chết đầu năm 1984.

### Sự đứt quãng Chernenko
Ở tuổi bảy hai, Konstantin Chernenko có sức khoẻ kém và không thể đóng một vai trò hoạt động quan trọng trong việc tạo lập chính sách khi ông được lựa chọn sau những tranh cãi kéo dài, để kế tục Andropov. Nhưng thời gian tại vị ngắn ngủi của Chernenko đã mang lại một số thay đổi chính sách đáng chú ý. Những thay đổi nhân sự và sự điều tra tham nhũng diễn ra dưới thời Andropovbị chấm dứt. Chernenko tán thành đầu tư thêm vào sản xuất hàng tiêu thụ, vào dịch vụ vào nông nghiệp. Ông cũng kêu gọi giảm bớt can thiệp của Đảng Cộng sản Liên Xô vào nền kinh tế và tăng cường lưu tâm đến dư luận xã hội. Tuy nhiên, xung đột giữa KGB và những người bất đồng cũng tăng lên.
Mặc dù Chernenko đã kêu gọi tái thiết lập tình trạng hoà hoãn với phương Tây, ít có nỗ lực được tiến hành để nhằm xoá bỏ bất hoà trong các quan hệ Đông-Tây trong thời gian cai trị của ông. Liên bang xô viết tẩy chay Olympic mùa hè 1984 ở Los Angeles, trả đũa việc Hoa Kỳ tẩy chay Olympic mùa hè 1980 ở Moscow. Vào cuối mùa hè 1984, Liên bang xô viết cũng ngăn cản một chuyến thăm Tây Đức của lãnh đạo Đông Đức Erich Honecker. Cuộc chiến ở Afghanistan cũng căng thẳng, nhưng vào cuối mùa thu 1984 Hoa Kỳ và Liên bang xô viết đã thoả thuận tiếp tục các cuộc thoả thuận về kiểm soát vũ khí đầu năm 1985.
Tình trạng sức khoẻ kém của Chernenko đặt ra câu hỏi gay cấn về việc người kế tục. Chernenko trao cho Gorbachev vị trí cao trong đảng có những ảnh hưởng lớn trong Bộ chính trị, và Gorbachev đã có thể kiếm được những ủng hộ quan trọng từ phía Bộ trưởng ngoại giao Andrey Gromyko trong cuộc đấu tranh quyền lực. Khi Chernenko chết vào tháng 3 năm 1985, Gorbachev đã ở vị trí thuận lợi để nắm lấy quyền lực.